# Antea (navire)
 (juin 2016).
L'Antea est un navire océanographique lancé en 1995, propriété de l'IRD.

## Antea
Il est armé par le GIE Genavir, également armateur des navires de l’Ifremer et ceux de l'IRD.

### Personnels
1. Commandant
2. Second Capitaine
3. Lieutenant
4. Chef mécanicien
5. Second mécanicien
6. Maître d’équipage
7. Maître de manœuvre
8. Chef de bordée
9. Deux matelots
10. Ouvrier mécanicien
11. Chef cuisinier
12. Maître d'hôtel

À ces membres d'équipage viennent se rajouter jusqu'à dix scientifiques ou techniciens.

## Carrière opérationnelle
Florence Parly, ministre des Armées, annonce le 5 février 2019 que l'Antea mènera la deuxième phase de la campagne de recherche, à l'été 2019, de l'épave du sous-marin Minerve disparu corps et bien le 27 janvier 1968 en Méditerranée, près de Toulon. Celle-ci est conduite sous l'égide de la Marine nationale avec de nouveaux moyens techniques incluant des sondeurs multifaisceaux et des drones.